# گرز تیغی
گُرز تیغی (نام علمی: Corynopuntia) نام یک سرده از خانواده کاکتوس است.